# Jon Hernández
Jon Hernández Hidalgo (Irún, Guipúzcoa, 28 de julio de 1978) es un político, sindicalista e historiador español, actual secretario general del Partido Comunista de Euskadi (PCE-EPK) y parlamentario vasco por Ezker Anitza-IU dentro de la coalición Sumar Euskadi.
Miembro de la Fundación de Investigaciones Marxistas y del Foro por la memoria, participa en la Secretaría de Movimiento Republicano y Memoria Histórica del Partido Comunista de España. Está afiliado al sindicato Comisiones Obreras de Euskadi y participa en el movimiento republicano a través de su actividad en la Asociación Republicana de Irun "Nicolas Guerendiain" y en la Junta Estatal Republicana.
Nació en Irún, en el seno de una familia trabajadora. Licenciado en Historia por la Universidad de Deusto en 2001, desde joven mostró sus inquietudes políticas participando en diversos movimientos sociales en apoyo a los desfavorecidos, en contra del servicio militar obligatorio, etc.
Este tipo de actividades, junto con sus estudios universitarios, formaron su conciencia marxista que desarrolló como militante del PCE-EPK. Durante su época de estudiante combinó los estudios con trabajos temporales y la actividad política, que desarrolló en movimientos sociales y como militante de Gazte Komunistak y afiliado a Izquierda Unida.
Fue responsable de formación de Gazte Komunistak-Juventudes Comunistas entre 2006 y 2008, organización juvenil donde comenzó su militancia política en el año 2000. También fue miembro activo de PULT hasta su disolución. En 2010 asumió la secretaría de Movimiento Republicano y Memoria Histórica del PCE-EPK.
Fue candidato en las elecciones municipales de Irún y a las Juntas Generales de Guipúzcoa por Ezker Batua-Berdeak en 2011 y encabezó la candidatura al Parlamento Vasco por Ezker Anitza-Izquierda Unida en la circunscripción electoral de Guipúzcoa en 2012.
En enero de 2013 fue elegido secretario general del Partido Comunista de Euskadi en un Comité Nacional extraordinario, después de que Isabel Salud dimitiera de dicho cargo para asumir el de coordinadora general de Ezker Anitza. En 2014 fue reelegido secretario general del PCE-EPK en el XIV Congreso de este partido.
En las elecciones al Parlamento Vasco de 2016 y de 2020 fue elegido diputado por Guipúzcoa dentro de la coalición Elkarrekin Podemos, y en las de 2024 por Álava, en la lista de la coalición Sumar Euskadi.